# BS 7
BS 7 oziroma Bežigrajska soseska 7 (omenja se tudi kot soseska Ruski car) je blokovsko naselje v severnem delu Ljubljane, zgrajeno v začetku 70-ih let dvajsetega stoletja, na kmetijskih površinah bližnjih vasi Ježice, Male vasi in Stožic. Sosesko kot celoto sestavljajo tri ulice, in sicer: Bratovševa ploščad, Glinškova ploščad in Mucherjeva ulica. 
Soseska spada v četrtno skupnost Posavje, katere sedež je v tej soseski, na naslovu Bratovševa ploščad 30. V bližini pa se nahaja znamenita gostilna "Pri ruskem carju".
Mimo soseske je speljana Dunajska cesta, po kateri v središče mesta skozi naselje potekajo mestne avtobusne linije št. 6,  8 in 11. Liniji 14 in 18 pa pripeljeta s Slovenčeve ulice. Linija 14 po Čerinovi ulici in skozi Ježico proti Savljam, linija 18 pa po Ulici 7. septembra na Dunajsko cesto in proti Stožicam.
Soseska je zaščitena, saj je pomemben urbanistično arhitekturni primer stanovanjske zazidave druge polovice 20. stoletja in kot reprezentativen zgled slovenske brutalistične arhitekture. 
Od leta 2017 je soseska kot celota vpisana v register nepremičnine dediščine ZVKD

## Zgodovina
Soseska BS 7 je bila zgrajena na nekdanjih kmetijskih površinah okoliških vasi v času socializma. Odvzem zemlje za gradnjo stanovanj je pomenil hud udarec za kmečko prebivalstvo. Novo nastajajoče mesto se je takrat šele približalo vasem kot so Ježica, Mala vas, Savlje. Dotlej je bil med mestom in vasmi 3–4 km dolg pas polj. Z izgradnjo blokovskega naselja pa so se vasi dokončno povezale z mestom Ljubljano in počasi začele izgubljati svojo podeželsko identiteto.
Soseska  je bila zasnovana kot megastruktura ob dveh ulicah, ki sta njen vodilni motiv. Urbanisti so v  tej soseski, ki je predstavljala urbanistično inovacijo, tako želeli preizkusiti dinamično metodo načrtovanja. Določili so ključne oporne točke in oblikovalske elemente, ki povezujejo sosesko v celoto, znotraj teh okvirov pa dopustili raznoliko oblikovanje. Ulica in trg sta bila dva vodilna mestna motiva. Slednja predstavljata socialni prostor, kjer se odvijajo različni programi in funkcije, ki polnijo sosesko z življenjem. Pomemben element soseske je park  s skrbno oblikovanim reliefom in skupinami dreves, ki je umeščen med 3 ulice in sicer Bratovševo in Glinškovo ploščad ter Mucharjevo ulico in je delo krajinskega arhitekta Dušana Ogrina. Soseska je delo treh  arhitektov: Marjan Bežan, Braco Mušič, Nives Starc, zmagovalcev držanega natečaja leta 1967. Stanovanjski bloki so bili zasnovani v enovitem arhitekturnem izrazu – oblikovno, volumsko in barvno zelo usklajeni ter povezani z močnim urbanističnim motivom. Zunanjost stavb vsebuje skbno likovno opremljen eksterier, ki sta ga oblikovala kipar Marjan Tršar in arhitektka Marija Vovk. Silhueta soseske sledi strukturi Kamniških Alp v ozadju. V oblikovanje so vključeni pogledi na okoliške dominante. Kljub temu da je osrednji motiv soseske nedokončan, predstavlja soseska enega najkvalitetnejših primerov visoke goste zazidave v Sloveniji. Zasnova naselja je po zgledu švedske in danske arhitekture. Prav pri tej soseski, se v gradbeni tehnologiji za izgradnjo stanovanj prvič uporabila tehnologija drsnih opažev in parnega betoniranja, kot tudi vrsto drugih tehnoloških novosti, ki so jih takrat slovenski inženirji prevzeli iz arabije. Zgrajena je bila med letoma 1968 in 1979. Po izgradnji je število prebivalcev na tem območju izjemno naraslo. Priseljevati so se pričeli ljudje iz vseh koncev Slovenije in tudi drugih republik takratne skupne države Jugoslavije.
V soseski se nahaja več gostinskih objektov, trgovin, poslovnih prostorov in prostorov za druge dejavnosti. V naselju je tudi mednarodna osnovna šola, knjižnica in lekarna. Pod Bratovševo ploščadjo so garaže, okoli ostalih blokov pa več parkirišč. V osrednjem parku so rekviziti za šport in rekreacijo ter otroška igrala. Ob robu naselja pa se nahaja tudi prostor za vrtičke, osnovan na bivšem vojaškem odpadu. Bratovševa ploščad pa poznana predvsem po tem, saj je bila prizorišče snemanja znanega slovenskega filma Sreča na vrvici.

## Problematika
Zaradi neurejenega lastništva ploščadi (ni še povsem razdeljeno lastništvo med zasebne in javne površine) so se njenega vzdrževanja otepali tako stanovalci, ter njihovi upravitelji in tudi občina. Šele leta 2012 so se stvari  uredile, da odtlej skrbi občina za urejanje javnih površin. V letu 2016 so z mestnega oddelka za gospodarske dejavnosti in promet (OGDP) izdelali osnutek projekta za prenovo Bratovševe ploščadi. Sanacija ploščadi, bo izvedena v letu 2018. 
Večji park med ulicami, ki je namenjen predvsem preživljanju prostega časa, na kateremu se nahajajo tudi  igrala za otroke, je bil dalj časa močno obremenjen z pasjimi iztrebki, saj je sprehajanje psov kakor v vsaki soseski precej popularno. Do neke mere se je v zadnjih letih to uredilo z postavitvijo košev za pasje iztrebke. 
Kljub naseljevanju v mesto je med prebivalci soseske opazna želja po kosu svoje zemlje in pridelovanju lastne hrane. Tako so kmalu po izgradnji blokov nastali v okolici nelegalni vrtički, ki so običajno zasedli neuporabljene površine. Določen del teh površin je namenjen vrtičkarjem, kot je nekdanji vojaški odpad. Drug del pa obsega površine ob železnici, ki so last slovenskih železnic. Ljudje so se z izkopavanjem brežin, s svojimi vrtički prebili kar do Saveljskega mostu.
Zaradi gospodarske krize, ki je nastopila konec sedemdesetih let dvajsetega stoletja, se ni izvedla garažna hiša na Glinškovi ploščadi (v planu je bila tudi tam predvidena podobna vkopana garaža, kot na Bratovševi ploščadi).
Ker so zaradi varčevalnih ukrepov pri gradnji Glinškove ploščadi reducirali porabo materialov, ter rahlo spremenili tudi prvotno načrtovamo arhitekturo stanovanjskih blokov, je tako danes precej premalo parkirnih prostorov prav v tem delu soseske. 
Niti niso tlakovali stranskih zelenic, kjer so bile kasneje predvidene tripleks garažne hiše, kar pa je danes postalo divje in neurejeno parkirišče. V preteklosti je bilo več nerealiziranih pobud in predlogov za ureditev podzemne parkirne hiše pri glinškovi ploščadi.

## Imena ulic
Bratovševa ploščad – imenovana po Francu Bratovšu, rojenem 1920 v Stožicah. Bil je aktivist OF in član KPS od 1941, prvoborec, kurir glavnega poveljstva slovenskih partizanskih čet. Med vojno so ga zajeli Italijani, bil je tudi zaprt v Italiji.  Po osvoboditvi je ostal oficir JLA in nosilec partizanske spomenice. Umrl je leta 1956 v Ljubljani.
Glinškova ploščad – imenovana po Miru Glinšku – Robiju rojenem 1924 v Srednji vasi pri Kamniku. Kot dijak je živel v Mali vasi. Bil je mladinski aktivist OF od 1941 in borec od 1942. Padel je v Šentlovrencu na Dolenjskem leta 1943 kot 19-letni fant.
Mucherjeva ulica – imenovana po Antonu Mucherju – Muhcu, rojenem 1927 na Vrhniki, vajencu z Ježice, aktivistu mladinske OF in Skojevcu od 1941, borcu in mitraljezcu. Padel v bojih pri Žužemberku leta 1943 pri 16 letih.